# Dolmen de la Gastée

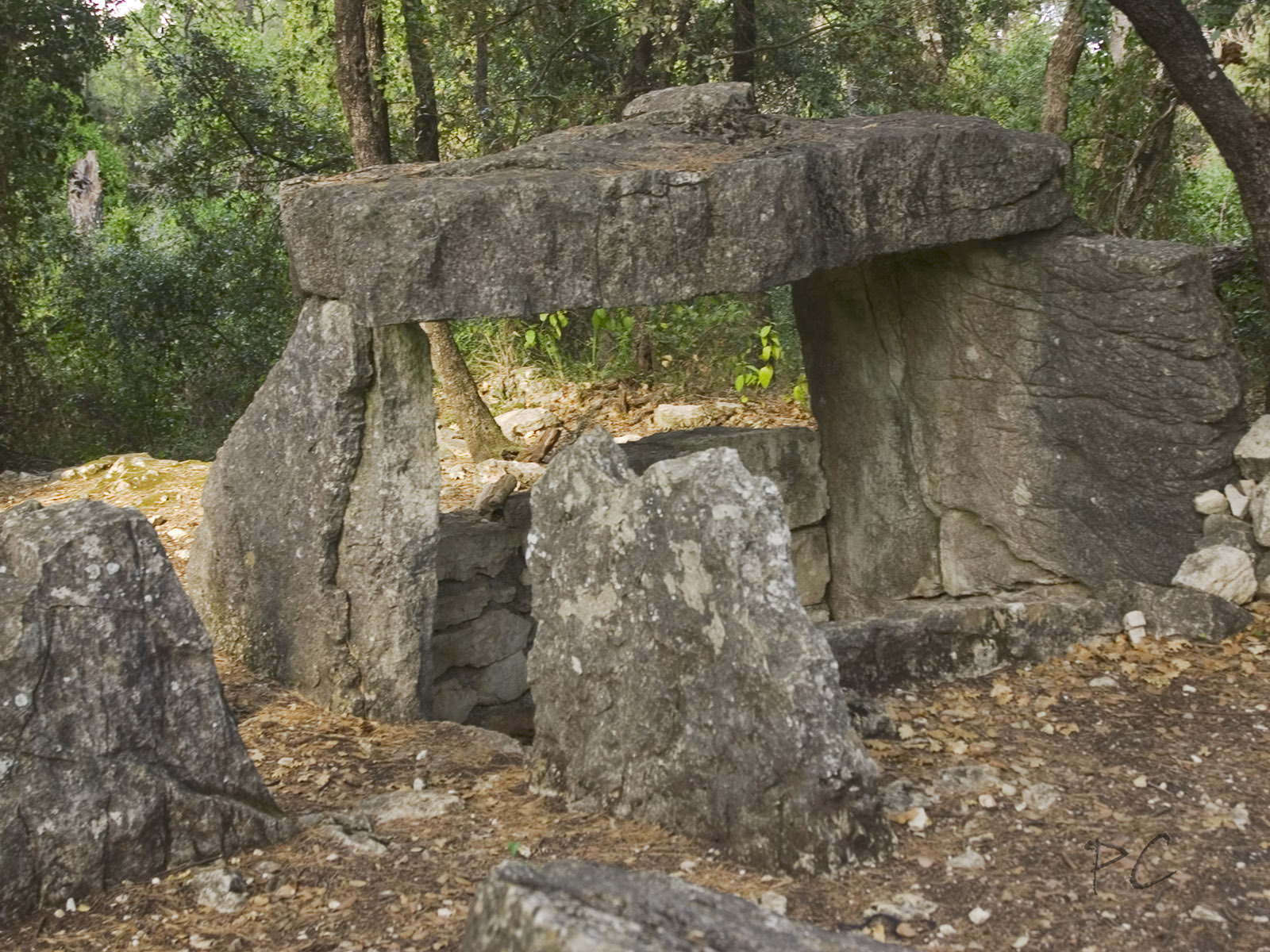
Dolmen de la Gastée

Der Dolmen de la Gastée (auch Dolmen de la Gastet) liegt östlich von Cabasse, bei Saint-Raphaël im Département Var in der Provence in Frankreich. Dolmen ist in Frankreich der Oberbegriff für neolithische Megalithanlagen aller Art (siehe: Französische Nomenklatur).

## Beschreibung
Der 1948 ausgegrabene Dolmen liegt in der Mitte eines Rundhügels von etwa 16,0 m Durchmesser. Die kleine Kammer besteht aus vier aufrechten Tragsteinen, dem aufliegenden Deckstein, der gespalten wurde und die Kammer nicht vollständig bedeckt, und einer Wand aus Trockenmauerwerk an der Nordseite. Die etwa quadratische Kammer ist auf der Nord-Süd-Achse mittels einer vertikalen, aber niedrigen Platte geteilt, die den Gang zu einer Art Vorkammer macht (wie beim Dolmen des Muraires 1 in Le Luc). Der etwa 1,6 m lange Gang, von dem nur zwei seitliche Steine erhalten sind, öffnet nach Westen. Der obere Teil einer der Säulen am Kammerzugang wurde bei einer seismischen Bewegung zerbrochen, wie es auch bei anderen Megalithanlagen im Zentrum des Var (siehe Dolmen de l'Amarron) in Brignoles beschrieben wurde.

Dolmen de la Gastée
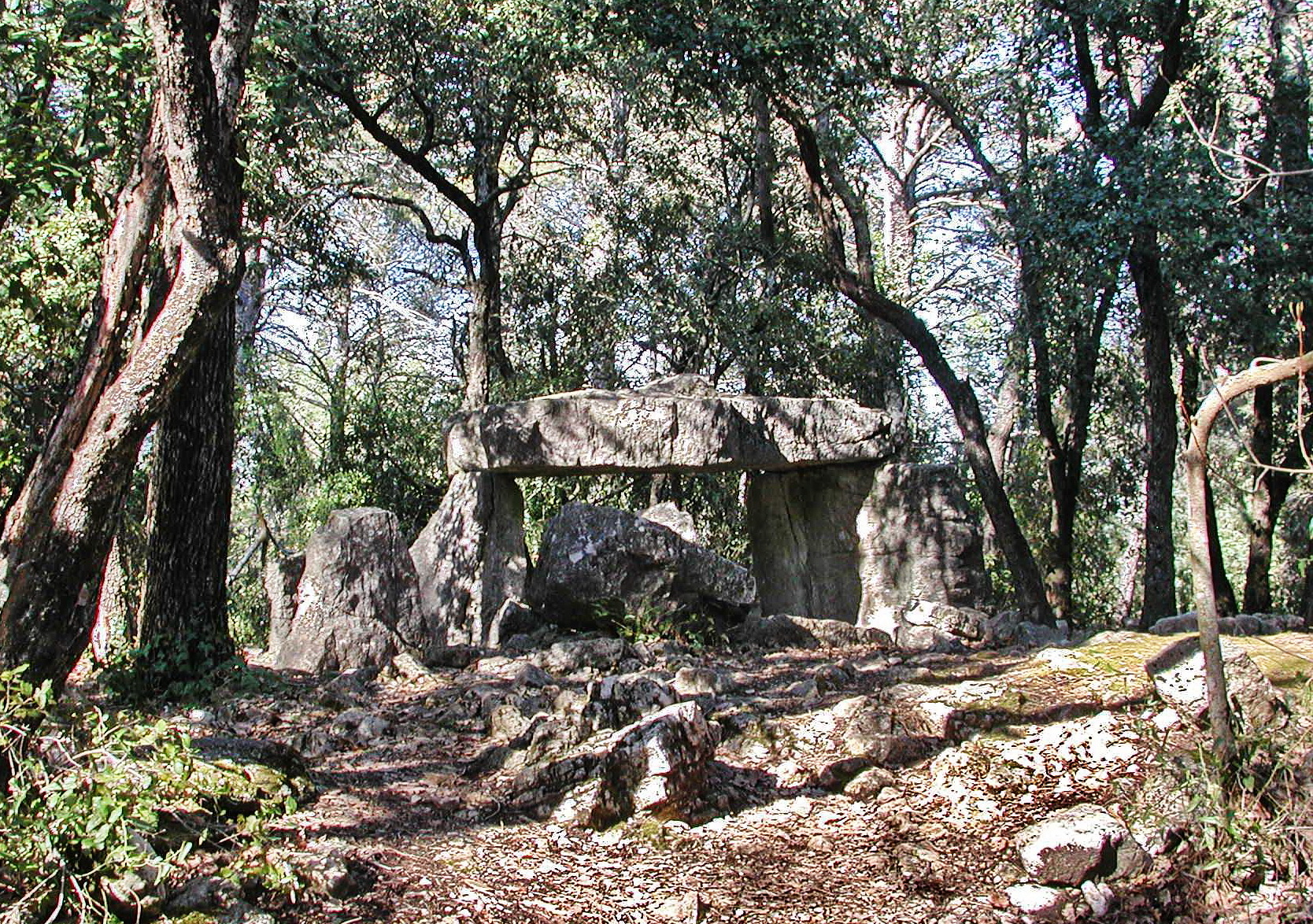
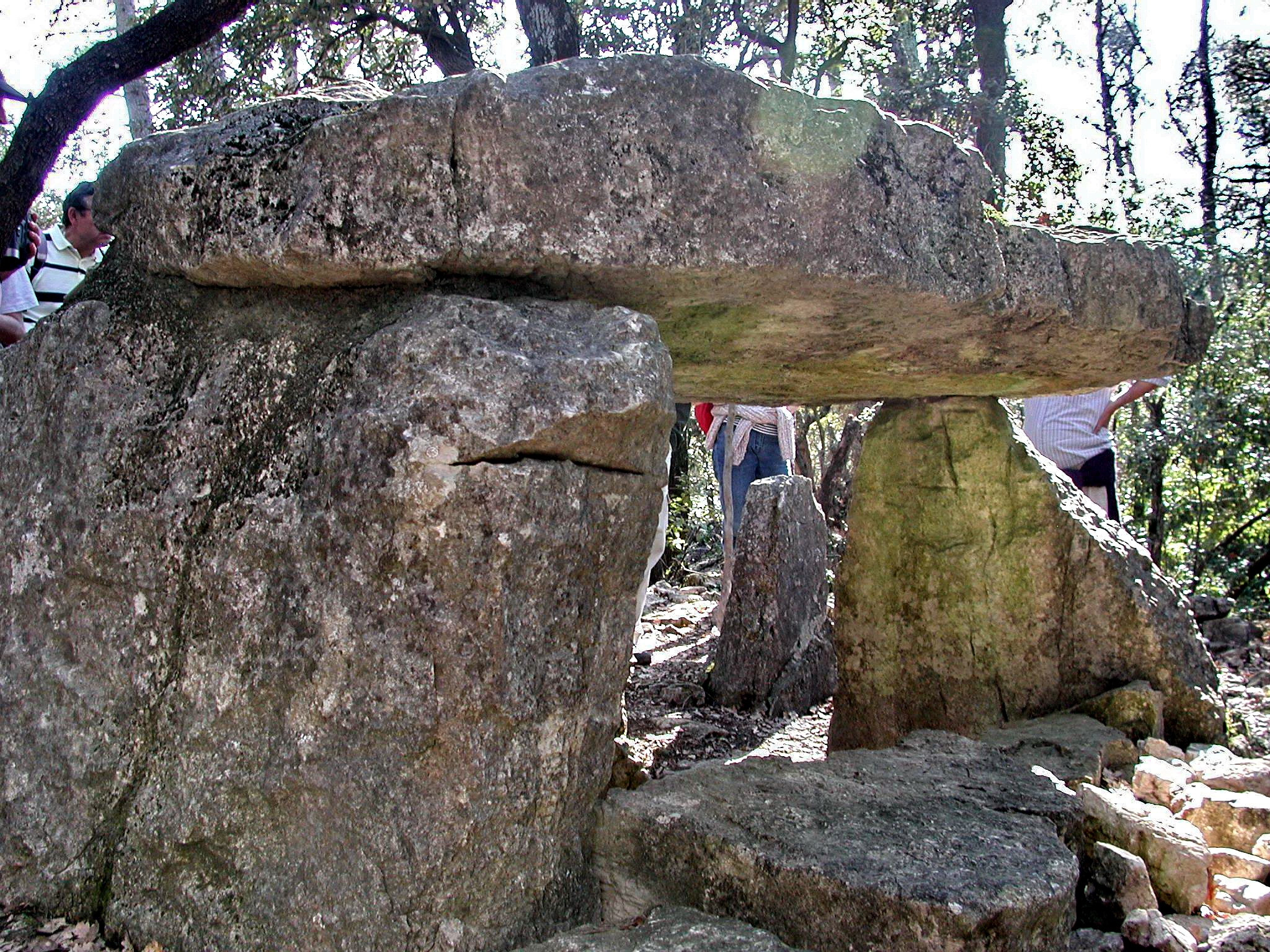
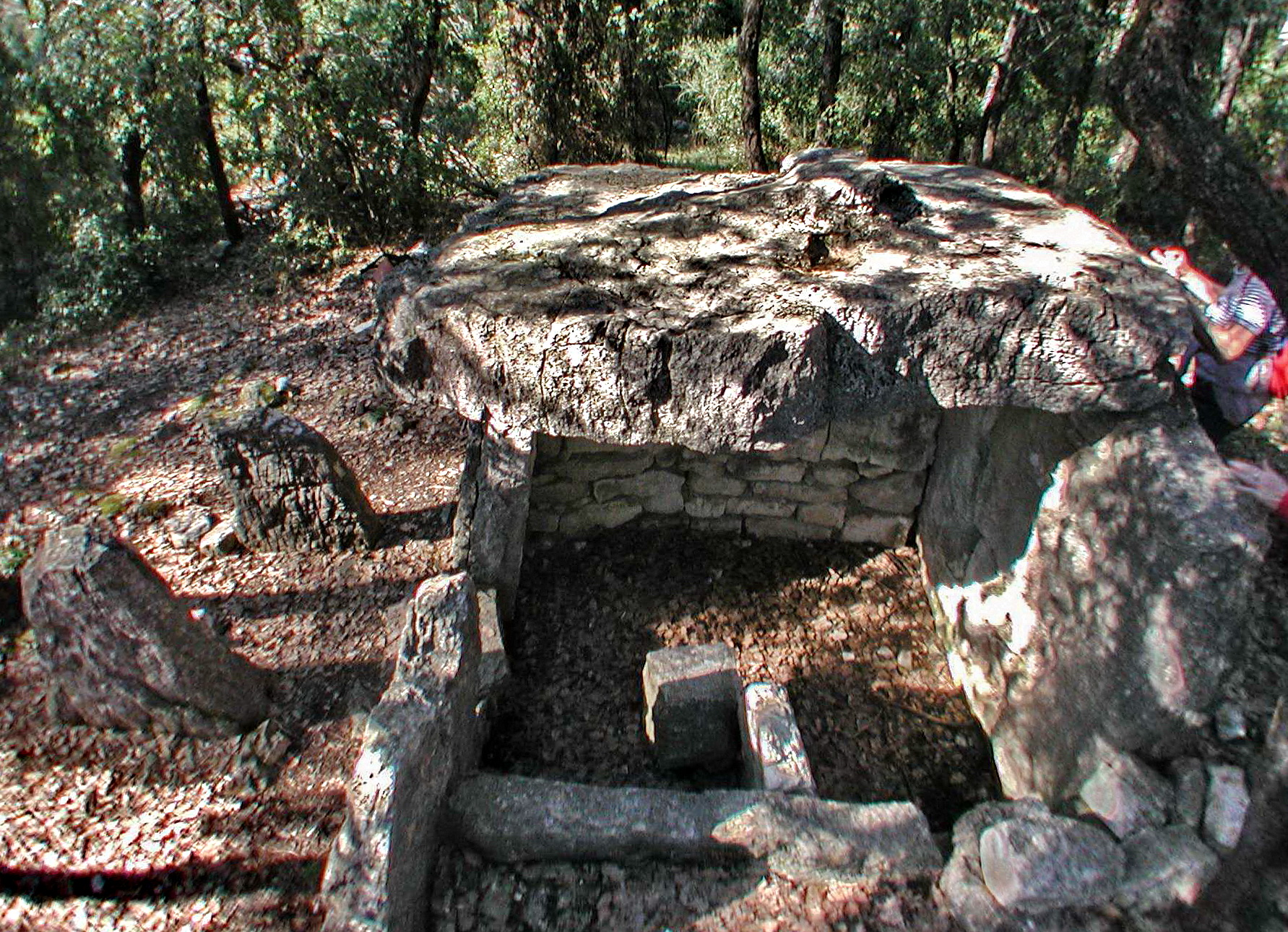
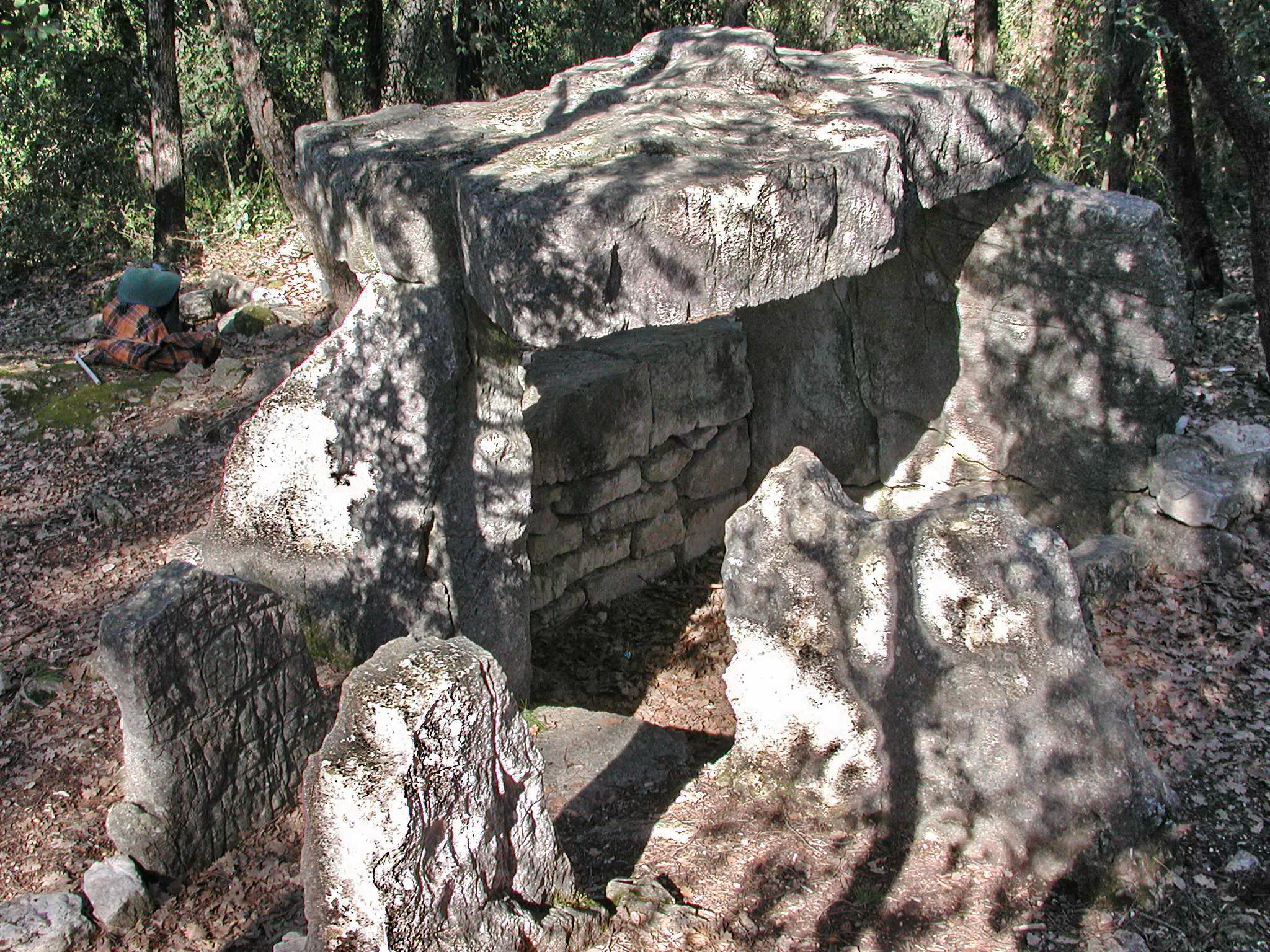

## Archäologische Funde
Der geplünderte Dolmen wurde seit der Antike für kleine römische Bestattungen verwendet. Die Störungen haben eine vollständige Untersuchung behindert. Allerdings wurde ein 40 cm breiter und 1,0 m langer Bereich, der durch die abgebrochene Deckplatte abgedeckt und erhalten war, von Gérard Bérard untersucht. Die erhaltene Ablagerung hatte eine Dicke von 60 cm und bestand aus zwei Schichten. Die höhere Schicht bis 35 cm Tiefe enthielt Fragmente loser menschlicher Knochen und einige kalzinierte Fragmente. Die untere Schicht ist 35 bis 60 cm tief und enthielt viele Knochenfragmente, darunter 1600 Zähne von bis zu 80 Personen. Perlen aus Kalzit und weißem Kalkstein, Lunulae (hängende Halbmonde aus Stein) und retuschierte Pfeilspitzen wurden ebenfalls gefunden.
In der Nähe liegt der Dolmen de la Valbonette und steht der Menhir Peïro Plantado.